# Campionato russo di pallacanestro
Il campionato russo di pallacanestro è l'insieme delle competizioni cestistiche organizzate dalla Russian Basketball Federation. È nato nel 1991, con l'indipendenza della Russia dall'Unione Sovietica.
Il campionato è professionistico nelle prime due divisioni maschili e femminili, seguite da varie categorie dilettantistiche.

## Struttura

### Campionato maschile
- Campionati nazionali professionistici

1. Superliga A
2. Superliga B
- Campionati nazionali non professionistici

3. Vysšaja liga A
4. Vysšaja liga B
- Campionati regionali non professionistici

### Campionato femminile
- Campionati nazionali professionistici

1. Ženščiny Superliga A
2. Ženščiny Superliga B
- Campionati nazionali non professionistici
- Campionati regionali non professionistici

## Campionato maschile
La massima divisione del campionato russo è la Superliga (in cirillico Суперлига), divisa in Superliga A (Суперлига А) e Superliga B (Суперлига Б). Tredici squadre prendono parte alla prima, mentre quindici giocano nella seconda.
Il campionato russo comprende anche le Vysšaja liga A (Высшая лига А) e Vysšaja liga B (Высшая лига Б).

### Albo d'oro
- 1991-1992  CSKA Mosca
- 1992-1993  CSKA Mosca
- 1993-1994  CSKA Mosca
- 1994-1995  CSKA Mosca
- 1995-1996  CSKA Mosca
- 1996-1997  CSKA Mosca
- 1997-1998  CSKA Mosca
- 1998-1999  CSKA Mosca
- 1999-2000  CSKA Mosca
- 2000-2001  Ural Great Perm'
- 2001-2002  Ural Great Perm'
- 2002-2003  CSKA Mosca
- 2003-2004  CSKA Mosca
- 2004-2005  CSKA Mosca
- 2005-2006  CSKA Mosca
- 2006-2007  CSKA Mosca
- 2007-2008  CSKA Mosca
- 2008-2009  CSKA Mosca
- 2009-2010  CSKA Mosca
- 2010-2011  CSKA Mosca
- 2011-2012  CSKA Mosca
- 2012-2013  CSKA Mosca
- 2013-2014  CSKA Mosca
- 2014-2015  CSKA Mosca
- 2015-2016  CSKA Mosca
- 2016-2017  CSKA Mosca
- 2017-2018  CSKA Mosca
- 2018-2019  CSKA Mosca
- 2020-2021  CSKA Mosca
- 2021-2022  Zenit S. Pietroburgo

### Vittorie per club
| Club                 | Città           | Titolo | Anno                 |
| -------------------- | --------------- | ------ | -------------------- |
| CSKA Mosca           | Mosca           | 27     | 1992–2000, 2003–2019 |
| Ural Great Perm'     | Perm'           | 2      | 2001, 2002           |
| Zenit S. Pietroburgo | San Pietroburgo | 1      | 2022                 |

## Campionato femminile
La massima divisione del campionato femminile russo è la Superliga (in cirillico Суперлига), divisa in Ženščiny Superliga A (Женщины Суперлига А) e Ženščiny Superliga B (Женщины Суперлига Б). Dodici squadre prendono parte alla prima, mentre quindici giocano nella seconda.